# Cañada del Hoyo
Cañada del Hoyo là một đô thị trong tỉnh Cuenca, cộng đồng tự trị Castile-La Mancha Tây Ban Nha. Đô thị này có diện tích là 90,37 ki-lô-mét vuông, dân số năm 2009 là 312 người với mật độ 3,45 người/km². Đô thị này có cự ly 30 km so với tỉnh lỵ Cuenca.